# Un uomo dalla pelle dura
Un uomo dalla pelle dura è un film del 1972, diretto da Franco Prosperi.

## Trama
Nuovo Messico. Teddy Wilcox detto ''Cherokee'' si trova coinvolto suo malgrado nella morte di un manager. Inizialmente la polizia sospetta di lui, ma dopo ulteriori indagini si scopre che il manager si trovava coinvolto un racket delle scommesse clandestine gestita dalla mafia.